# Ваља Таргулуј (Васлуј)
Ваља Таргулуј (рум. Valea Târgului) насеље је у Румунији у округу Васлуј у општини Пушкаши. Oпштина се налази на надморској висини од 179 m.

## Становништво
Према подацима из 2002. године у насељу је живело 179 становника, од којих су сви румунске националности.